# Playing in a room with people
Playing in a room with people is het enige livealbum van JBK.

## Inleiding
JBK stond voor de restanten van Japan en Rain Tree Cow. Het was een los samenwerkingsverband van Steve Jansen, Richard Barbieri en Mick Karn, waarbij de heren solo speelden dan wel met elkaar. Er is op het album livewerk te horen van concerten in Tokio en Londen, maar ook een studio-opname van Types of ambiguity. Op het album staat ook Big wheels in Shanty Town, een nummer dat als co-auteur David Sylvian (het andere Japanlid). Aan het album werkten verder mee Steve Wilson (later met Barbieri in Porcupine Tree), Theo Travis en Natacha Atlas (Lodge of skins). De muziek bestaat uit uiteenlopende stijlen van progressieve rock, ambient en fusion, waar als Karn meespeelt zijn fretloze basgitaar direct opvalt.
Vanwege het los samenwerkingsverband was het album slechts korte tijd te koop. Dit werd nog versterkt omdat het platenlabel Medium er in 2004 mee ophield. De drie leden stelden de opnamen in 2016 digitaal beschikbaar; er waren toen ook nog enkele cd’s beschikbaar. In 2020 volgde een heruitgave op langspeelplaat van 1000 stuks met een extra track Life without buildings, ooit de B-kant van Japansingle The art of parties.

## Musici
- Steve Jansen – drumstel, percussie (samples), toetsinstrumenten
- Richard Barbieri – toetsinstrumenten
- Mick Karn – basgitaar, basklarinet, stem

met
- Steve Wilson – gitaar
- Theo Travis – saxofoons, dwarsfluit

## Muziek
| Nr. | Titel                                                       | Duur |
| --- | ----------------------------------------------------------- | ---- |
| 1.  | Walkabout (Barbieri)                                        | 4;24 |
| 2.  | Big wheels in Shanty Town (Sylvian, Jansen, Barbieri, Karn) | 6:08 |
| 3.  | Saday Maday (Karn)                                          | 6:37 |
| 4.  | Lodge of skins (Karn)                                       | 4:33 |
| 5.  | When things dream (Jansen, Barbieri)                        | 3:19 |
| 6.  | Bestial cluster (Karn)                                      | 3:43 |
| 7.  | The night gives birth (Jansen, Barbieri)                    | 4:33 |
| 8.  | Long tales, tall shadows (Barbieri)                         | 5:31 |
| 9.  | Plaster the magic tongue (Karn)                             | 5:48 |
| 10. | Types of ambiguity (Jansen)                                 | 2.47 |